# Tatjana Nikolajewna Hippius

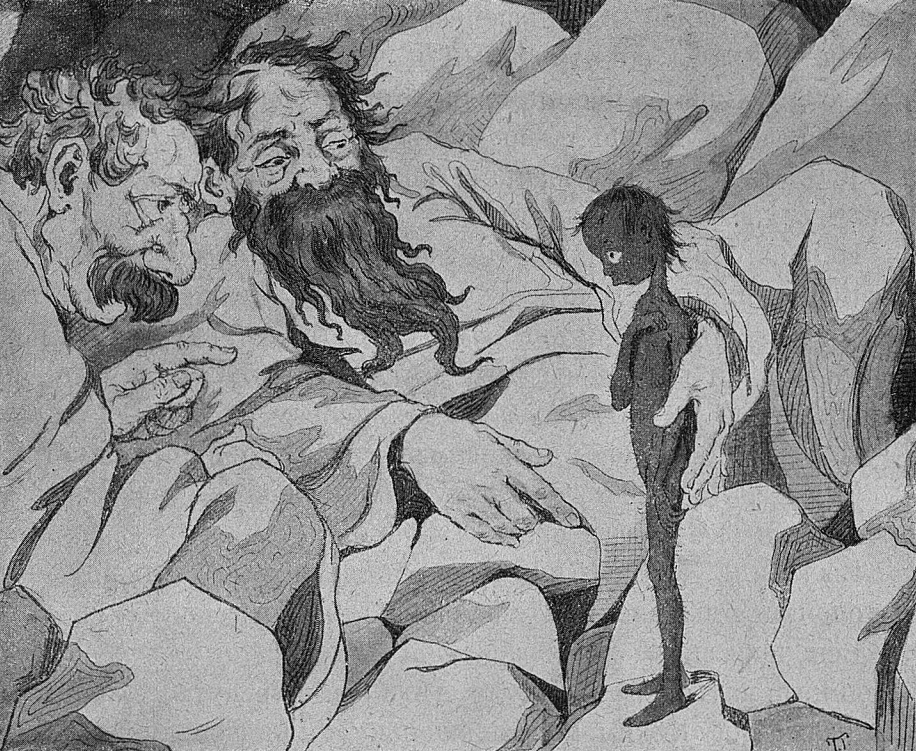
Kinderbuchillustration

Tatjana Nikolajewna Hippius (auch Gippius; russisch Татьяна Николаевна Гиппиус; * 13. Dezemberjul. / 25. Dezember 1877greg. oder 14. Dezemberjul. / 26. Dezember 1877greg., wahrscheinlich in Charkow, Kaiserreich Russland; † 23. März 1957 in Nowgorod, UdSSR) war eine russische Grafikerin.

## Leben
Der Vater Nikolaj Romanowitsch Hippius war ein Oberstaatsanwalt baltisch-deutscher Herkunft, die Mutter Anastasia Wassiljewna Stepanowa war Russin. Die Schwester Sinaida Hippius wurde eine bekannte Dichterin, die Schwester Natalja Hippius eine Bildhauerin.
Die Mädchen erhielten zunächst Privatunterricht. Dann siedelte die Familie nach St. Petersburg über, wo Tatjana seit 1901 die Kunsthochschule an der Kunstakademie besuchte. Ihre Lehrer waren unter anderen Ilja Repin und Franz Roubaud. Seit 1903 lebten die drei Schwestern nach dem Tod der Eltern in einer gemeinsamen Wohnung, wo die älteste Sinaida mit ihrem Mann einen künstlerisch-literarischen Salon unterhielt. Dort lernte Tatjana die Dichter Alexander Blok und Andrej Bely kennen, mit denen sie sich befreundete und von denen sie die jeweils frühesten erhaltenen Porträts zeichnete.
1910 beendete Tatjana Hippius die Ausbildung an der Kunsthochschule und arbeitete danach als Lehrerin in einer Handelsschule. Nach der Revolution von 1917 arbeitete sie in verschiedenen Schulen und in der Fabrik Swetok.
Ende 1928 wurden sie mit ihrer Schwester Natalja und weiteren Mitgliedern der religiösen Bewegung Wosskressenje verhaftet und zu drei Jahren Lagerhaft in Solowki verurteilt. 
Danach lebten beide von dem Restaurieren von Ikonen und kleineren Handarbeiten.

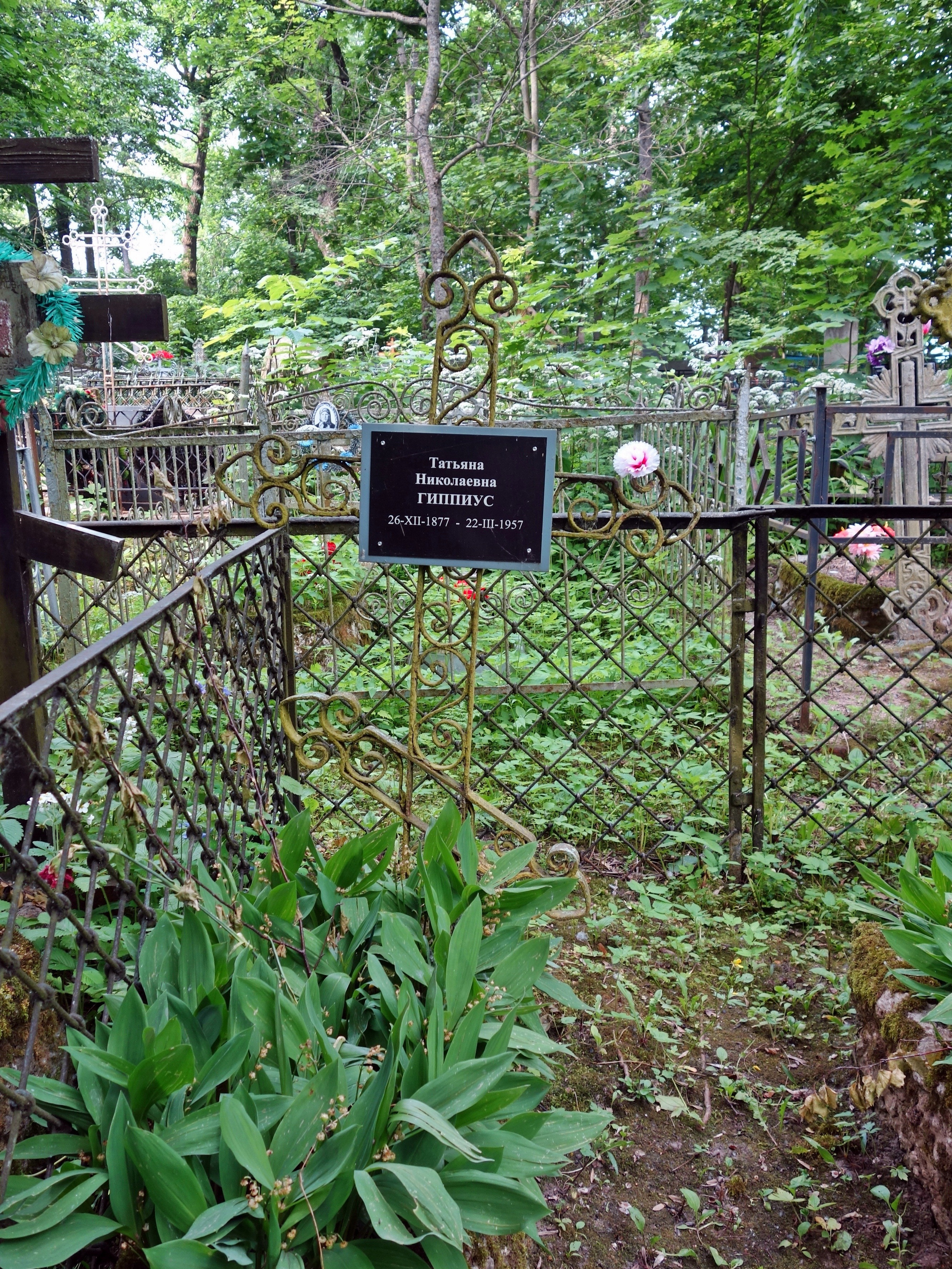
Grab in Nowgorod

Während der deutschen Besetzung ab 1941 halfen sie den deutschen Kunsthistorikern vom Kunstschutz mit der Restaurierung von Ikonen und weiteren Arbeiten. Sie gingen nach dem deutschen Rückzug mit nach Stettin.
1946 kehrten beide nach Nowgorod zurück. Die Befragung durch den NKWD blieb ohne negative Konsequenzen.
Tatjana und Natalja Hippius halfen danach bei der Wiederherstellung der Nowgoroder Museen und den ersten Ausstellungen.

## Künstlerisches Schaffen
Tatjana Hippius zeichnete vor allem Grafiken, in den 1920er Jahren auch für Kinderbücher. Außerdem gibt es einige wenige Gemälde von ihr.
- Alexander Blok, 1906, Zeichnung, Puschkin-Haus  St. Petersburg[2]
- Waldlandschaft (Sunny forest), Gemälde [ohne Jahr]
- Landschaft mit Ikone, Gemälde [ohne Jahr]